# 卡尔斯鲁厄号小巡洋舰 (1912年)
卡尔斯鲁厄号是德意志帝国海军于1910年代建造的两艘卡尔斯鲁厄级小巡洋舰的首舰，以巴登首府卡尔斯鲁厄命名。其唯一的姊妹舰为罗斯托克号；它们与前级马格德堡级非常相似。舰只于1911年在基尔的日耳曼尼亚船厂开始架设龙骨，并于1912年11月下水，至1914年1月完工。卡尔斯鲁厄号的主舰炮为十二门105毫米45倍径速射炮，最高速度达28.5节，这使它在役期内可以轻易逃离英国巡洋舰的追捕。
入役后，卡尔斯鲁厄号被委派至加勒比地区执行海外勤务，并于第一次世界大战爆发前几天抵达驻地。战争一开始，它即为客轮威廉皇储号装备武器，但当这些舰只在转移设备时，英国巡洋舰找到了它们，进而对卡尔斯鲁厄号展开追击。后者凭借卓越的速度得以逃脱，之后转至巴西东北沿岸执行任务。在那里，它共计俘虏或击沉了16艘商船。然而至1914年11月4日，在前往袭击通往巴巴多斯的大洋航线途中，一场自燃式的内部爆炸摧毁了该舰，并导致大部分船员死亡。幸存者则利用卡尔斯鲁厄号所征用的其中一艘煤船于同年12月返回德国。

## 设计
卡尔斯鲁厄号是为替代老旧的小巡洋舰海雕号而以“海雕替舰（Ersatz Seeadler）”为代号进行订购，并于1911年在基尔的日耳曼尼亚船厂开始架设龙骨，建造编号为181。它于1912年11月11日下水，之后展开舾装工作。在下水仪式上，由卡尔斯鲁厄时任市长卡尔·西格里斯特主持为舰只命名。至1914年1月15日，卡尔斯鲁厄号正式投入公海舰队使用。
卡尔斯鲁厄号的全长为142.2（466英尺6英寸），有13.7（44英尺11英寸）的舷宽和5.38（17英尺8英寸）的前吃水。在满载情况下，舰只的排水量可达6,191公噸（6,093長噸）。其推进系统由两套船用蒸汽轮机组成，以驱动两副直径为3.5（11英尺6英寸）的三叶螺旋桨。舰只设计可输出26,000匹軸馬力（19,000千瓦特）的额定功率，但在实际使用中达到了37,885匹軸馬力（28,251千瓦特）。它们由十二台燃煤船用式水管锅炉和两台燃油双头水管锅炉提供动力，这使得舰只的最高速度可达28.5節（52.8每小時）。卡尔斯鲁厄号能够携带1,300公噸（1,300長噸）煤和额外200公噸（200長噸）燃油，允许其以12節（22每小時）的速度续航5,000海里（9,300）。舰只的标准船员编制则为18名军官及355名水兵。
卡尔斯鲁厄号的主舰炮由十二门单装105毫米45倍径速射炮组成。其中两门并排布置在艏艛前方，八门设于舰舯、每边各四门，以及两门并排布置在舰艉。炮管的仰角可提升至30°，使其可以瞄准最高达12,700（13,900碼）开外的目标。它们共提供1800发弹药，其中每炮150发。此外，舰只还标配搭载有两具500（19.7英寸）鱼雷管和五枚鱼雷，均浸没舷侧的船体内。它同样具备携带120枚水雷的能力。在装甲方面，卡尔斯鲁厄号受到60（2.4英寸）厚的水线装甲带保护；司令塔的侧面有100（3.9英寸）厚，而甲板的厚度则为60毫米。

## 服役历史

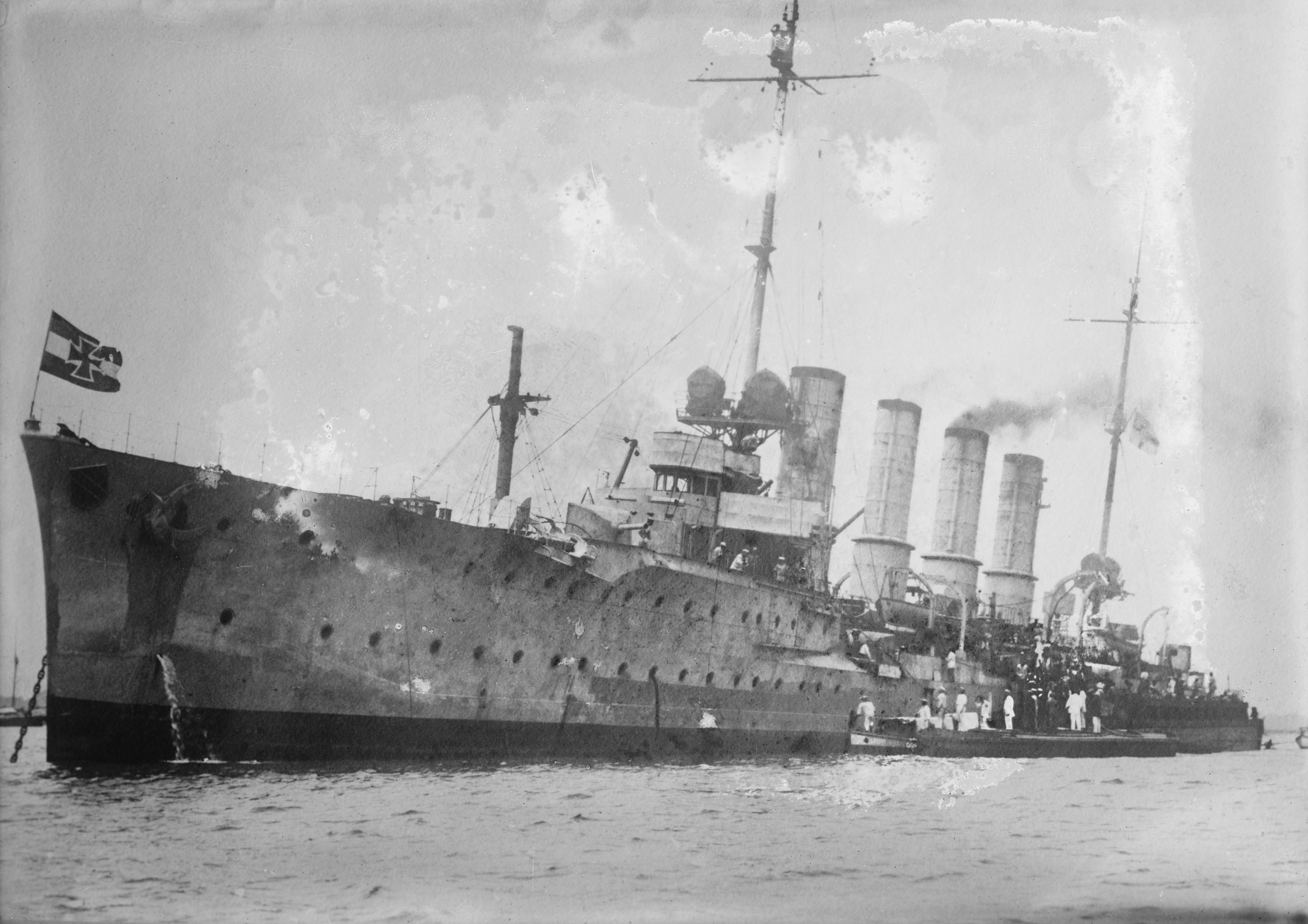
卡尔斯鲁厄号在圣胡安加煤

卡尔斯鲁厄号的首任舰长为海军中校弗里茨·吕德克。在1914年1月投入使用后，舰只被派往海外值勤
，转而受海军中校埃里希·克勒指挥。第一次世界大战爆发时，该舰与另一艘小巡洋舰德累斯顿号共同驻扎在加勒比地区。当接获欧洲战争即将来临的警告后，它又前往佛罗里达海峡内的萨尔岛浅滩驻泊。卡尔斯鲁厄号得到的命令是，一旦开战，该舰将对英国的商业运输线发动破交袭击。为了追捕卡尔斯鲁厄号和所有可能被用作辅助巡洋舰的德国商船，英国皇家海军派出了五个巡洋分舰队，其中最强大的是分别由海军少将克里斯托夫·克拉多克和海军少将阿奇博尔德·斯托达特所率领的部队。英国人被迫分散他们的舰只，以尽可能的覆盖两艘德国巡洋舰及其可能武装的任何辅助巡洋舰的行动范围。
1914年8月6日，卡尔斯鲁厄号与客轮威廉皇储号在华特林岛以北约120海里（220）处会合。正当卡尔斯鲁厄号向客轮转移武器和设备时，克拉多克的旗舰萨福克号从南方出现。在克拉多克抵达之前，德国人仅完成转移了两门88毫米炮、一门机炮和少量水兵。两艘舰迅速朝不同的方向驶去；萨福克号负责追赶卡尔斯鲁厄号，而其它巡洋舰也受命对其进行拦截。卡尔斯鲁厄号凭借更快的航速得以迅速摆脱克拉多克，但至20:15，布里斯托尔号也加入了追击，并曾向德国巡洋舰短暂开火。在简短的交锋中，德国炮手对布里斯托尔号取得两次命中。然后，卡尔斯鲁厄号转向东方，并再次利用更高的航速避开英国舰只。英国人无法重新找到它，至8月9日，卡尔斯鲁厄号抵达波多黎各，舱内仅余12吨燃煤。

行驶中的卡尔斯鲁厄号

由于在加勒比地区可供选择的煤炭有限，克勒遂将他的舰只带到了巴西东北部沿岸的伯南布哥。该地区没有英国人频繁地进行巡逻。在这里，卡尔斯鲁厄号可以轻易的从特许煤船或缴获船只内获得煤炭供应。克勒经常会保留一至两艘战利舰来协助搜寻目标。在巴西海岸的巡逻过程中，卡尔斯鲁厄号共计俘虏或击沉了十六艘商船。这些商船中有十五艘来自英国及一艘来自荷兰，累计容积总吨达72805吨。克勒随后决定转移至其它地区，因为长期留在一个地区会增加其被英国人追踪的概率。他将舰只转向西印度群岛，意图袭击巴巴多斯和法兰西堡，以及巴巴多斯至特立尼达岛之间的航线。
1914年11月4日夜晚，在卡尔斯鲁厄号驶往巴巴多斯途中，一场自发的内部爆炸摧毁了舰只。船体裂成两半；舰艏部分迅速下沉，并卷走了克勒及大部分船员。舰艉则仍然漂浮了较长一段时间，足以令146名船员逃到随行的煤船上。时任第一副官的斯图德特上尉作为生还的最高级别军官而接过指挥权，负责将剩余幸存者安排登上客轮黑河号（Rio Negro）。他还下令凿沉了第二艘煤船，并向北驶往冰岛。黑河号利用一场大型风暴作掩护穿越了英国对北海的封锁，顺利来到挪威的奥勒松，并于12月初返抵德国。德国海军参谋本部没有意识到损失了卡尔斯鲁厄号，却巧合的利用无线电通知舰只返回德国。德国人对该舰的损失保密，而英国人则一直在寻找它，直至1915年3月才得知对手的结局。为了纪念该舰，克勒的遗孀于1927年8月主持为第三艘得名于卡尔斯鲁厄的巡洋舰命名。